# حادثه هوایی میلان در ۲۰۲۱
حادثه هوایی میلان در ۲۰۲۱ (به انگلیسی: 2021 Milan airplane crash) یک پرواز خصوصی از فرودگاه لینیت به اولبیا در ایتالیا بود که با ۶ مسافر و ۲ خدمه بودند، در تاریخ ۳ اکتبر ۲۰۲۱ دچار سانحه شد و ۸ نفر جان باختند.